# Ашланд (окръг, Охайо)
Окръг Ашланд (на английски: Ashland County) е окръг в щата Охайо, Съединени американски щати. Площта му е 1106 km², а населението - 52 523 души (2000). Административен център е град Ашланд.